# Сафронов, Пётр Васильевич
Пётр Васильевич Сафронов (1913—1973) — советский инженер-электрик, лауреат Ленинской премии.
С 1931 года после окончания Московского электротехникума им. Л. Б. Красина работал в Государственном проектном институте «Тяжпромэлектропроект»: техник, инженер, главный инженер проекта.
Лауреат Ленинской премии 1959 года, награждён за участие в коренных усовершенствованиях методов строительства доменных печей в Советском Союзе.
Умер в 1973 году, похоронен в Москве на Кузьминском кладбище (59 участок).